# Birthday Girl
Birthday Girl è un film del 2001 diretto da Jez Butterworth con Nicole Kidman, Ben Chaplin e Vincent Cassel.

## Trama
John Buckingham è un timido impiegato di banca nella piccola cittadina di St Albans, nell'hinterland londinese. Vive un'esistenza monotona e triste e decide di affidarsi alle promesse di un sito internet che propone ragazze straniere da conoscere, facendo arrivare Nadia dalla Russia.
John si accorge subito che qualcosa non va: Nadia non parla inglese, come invece gli era stato promesso, e lui non parla una parola di russo. Nonostante tutto, grazie anche alla capacità di Nadia di frenare ogni sospetto con le sue prestazioni sessuali, i due legano.
Poco dopo, il giorno del compleanno di Nadia, arrivano a casa di John due uomini, Yuri, presentatosi come il cugino di Nadia, e il suo amico Alexei. I due hanno intenzione di stabilirsi a casa di John, ma una sera, trascorso qualche giorno assieme, soprattutto per colpa di Alexei che in un paio di occasioni si mostra violento con Nadia, John comunica ai due che devono fare i bagagli e andare via.
La mattina dopo John, appena sveglio, si accorge che Alexei ha preso in ostaggio Nadia minacciandola con un coltello e chiedendo in cambio della sua libertà un riscatto. Per questo motivo John è costretto a rubare la somma per il riscatto dalla banca nella quale ha lavorato per dieci anni. Dopo aver pagato il riscatto però si rende conto che il sequestro in realtà era una farsa e Nadia, Yuri e Alexei erano d'accordo. Oltretutto, quest'ultimo è anche il fidanzato di Nadia. I tre avevano già diverse volte messo in atto questa finzione alle spalle di facoltosi e ingenui uomini in vari paesi europei.
John viene quindi abbandonato in un motel, legato e imbavagliato. Quando riesce a liberarsi, capisce che anche Nadia è stata tradita dai propri complici e lasciata lì legata e imbavagliata come lui. John la libera e dopo una breve lite, dove tra l'altro Nadia dimostra di saper parlare perfettamente in inglese, decide di portarla al più vicino posto di polizia per rivelare tutto.
Una volta arrivati però John scopre che Nadia è incinta e non ha il coraggio di denunciarla. Per questo motivo si nascondono in un boschetto attorno all'aeroporto, lontano dalle forze di polizia che stanno cercando entrambi, per aspettare il giorno in cui lei ha il volo per tornare a casa. Al momento della partenza però Alexei torna a prendere Nadia, costringendola a rimanere con lui e Yuri. John se ne accorge e li segue, deciso a liberare ancora una volta Nadia.
Dopo che anche Alexei ha scoperto che Nadia è incinta e per di più innamorata di John, quest'ultimo entra in scena e dopo una lite furiosa riesce a tramortire Alexei scappando con Nadia. I due arrivano all'aeroporto giusto in tempo per il volo di ritorno in Russia di Nadia (in realtà alla fine rivela di chiamarsi Sophia), che chiede a John di partire per la Russia insieme. Così sarà.